# (639) Latona
(639) Latona és un asteroide pertanyent al cinturó d'asteroides descobert el 19 de juliol de 1907 per Karl Julius Lohnert des de l'observatori de Heidelberg-Königstuhl, Alemanya.
Està nomenat per Latona, nom en llatí de la mare d'Apol·lo i Artemisa.
Forma part de la família asteroidal d'Eos.